# Mileto
Ne doit pas être confondu avec Melito.
Mileto (en calabrais: Militu) est une commune italienne de la province de Vibo Valentia dans la région Calabre.

## Histoire
La cité, dont l'origine remonte à l'époque de la « Grande-Grèce », prit surtout de l'importance vers l'an 1060 quand elle devint la résidence principale de Roger de Hauteville, le conquérant normand de la Sicile musulmane de 1061 à 1091 : il y bâtit son château, fait élever une cathédrale, construire un palais archiépiscopal et édifier une petite église dédié à Martin de Tours, installe un atelier monétaire, fonde l’abbaye bénédictine Sainte-Trinité et fortifie la ville. 
Elle prospère jusqu'à être l'une des villes les plus peuplées de la Calabre. Des hôtels particuliers, un hôpital et des églises sont construits au XIVe siècle. Les ordres mendiants des Carmes et des Capucins installent chacun un monastère. Deux séismes la touchent en 1638 puis en 1659, et un autre la détruit en 1783. 
Une nouvelle cité est alors construite sur une autre colline, deux kilomètres plus au nord. 
Le Parc archéologique médiéval de Mileto Antica a été créé par la commune de Mileto et la Surintendance de Reggio de Calabre et Vibo Valentia sur quarante hectares par expropriation afin de protéger et valoriser le patrimoine de cette époque.

## Administration
| Période                                  | Période | Identité | Étiquette | Qualité |
| ---------------------------------------- | ------- | -------- | --------- | ------- |
|                                          |         |          |           |         |
| Les données manquantes sont à compléter. |         |          |           |         |

### Hameaux
Comparni, Paravati, San Giovanni

### Communes limitrophes
Candidoni, Dinami, Filandari, Francica, Gerocarne, Jonadi, San Calogero, San Costantino Calabro, Serrata